# US Steel

Steelmark-Logo

Die United States Steel Corporation, allgemein unter der Abkürzung US Steel bekannt, ist ein integrierter Stahlproduzent mit wichtigen Standorten in den USA und Mitteleuropa, der sich seit Juni 2025 im Besitz von Nippon Steel befindet.

## Struktur
Der Sitz des Unternehmens ist in Pittsburgh, seine Verwaltung befindet sich im U.S. Steel Tower. Nach Umsatz steht das Unternehmen an fünfzehnter Stelle in der Weltrangliste der Stahlproduzenten und wurde bis 2025 an der New York Stock Exchange gehandelt. Es wurde 1991 in USX Corporation umbenannt, was 2001 wieder rückgängig gemacht wurde, als die Aktionäre nach der 1982er Akquisition von Marathon Oil die Stahlinteressen wieder unter der alten Firma konzentrierten. Obwohl es nur geringfügig mehr Stahl als 1902 erzeugt, ist US Steel noch heute der größte integrierte Stahlkonzern der USA.

## Geschichte

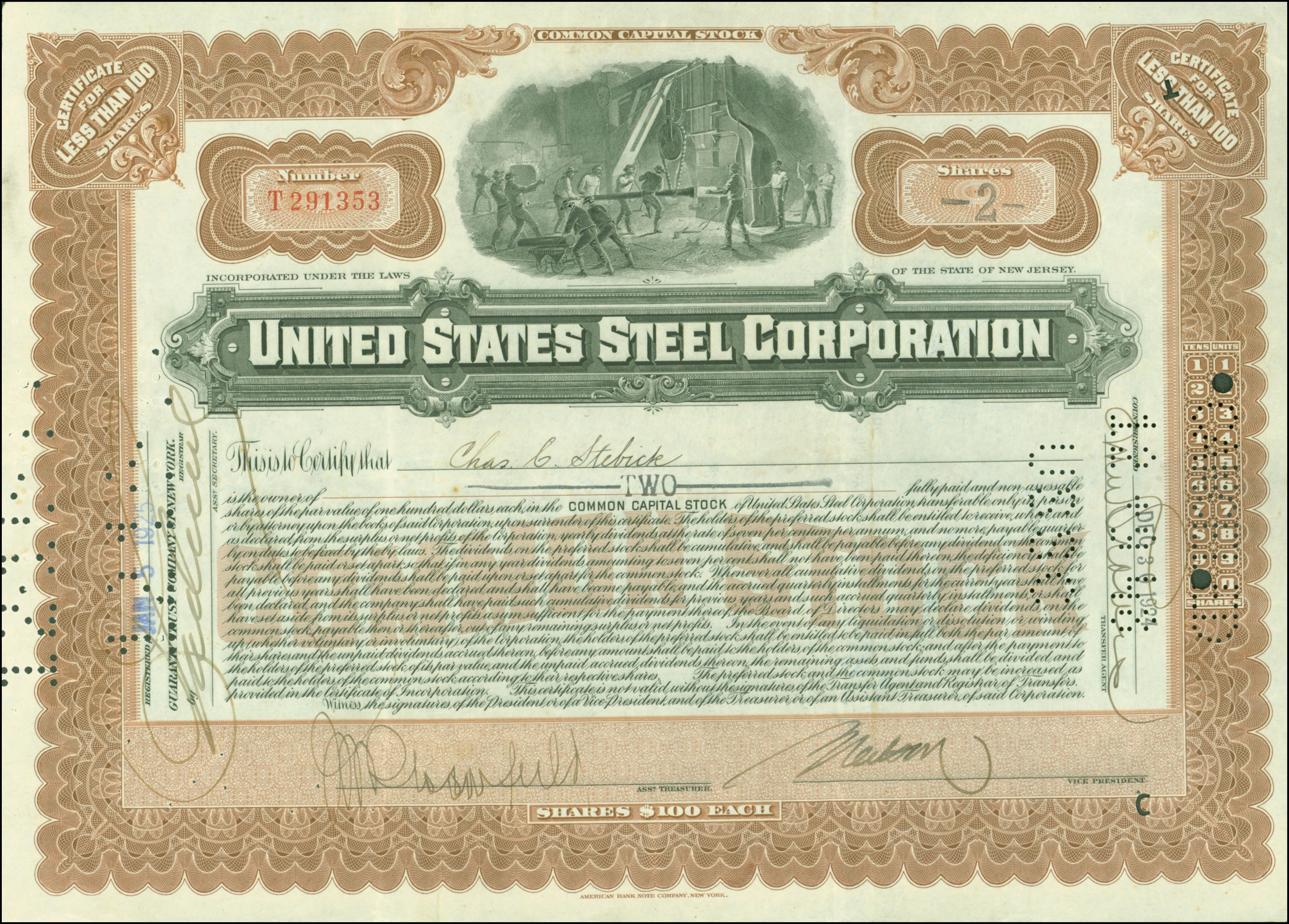
Aktie der United States Steel Corporation vom 30. Dezember 1924

John Pierpont Morgan und Elbert H. Gary gründeten US Steel 1901 durch die Fusion der Stahlinteressen von Andrew Carnegie mit ihren eigenen, die in der Federal Steel Company lagen. Zeitweilig war US Steel der größte Stahlproduzent und das größte Unternehmen der Welt. 1911 versuchte die US-Bundesregierung, die Antitrust-Gesetze des Bundes anzuwenden, um US Steel aufzubrechen. Dieser Versuch scheiterte. Aber Zeit und Wettbewerbern gelang beinahe das Gleiche. In seinem ersten Geschäftsjahr erzeugte US Steel 67 % allen in den USA erzeugten Stahls. Heute beträgt der Anteil weniger als 10 %.
Der Konzern faszinierte selbst in seinen Glanzzeiten die Wall Street und seine Investoren immer mehr durch seine schiere Größe, als durch seine Effizienz oder Kreativität. 1901 kontrollierte er mehr als zwei Drittel der US-amerikanischen Stahlproduktion. Wegen umfangreicher Kredite, die bei der Gründung aufgenommen wurden – Carnegie bestand auf Ausbezahlung seines Anteils in Gold Bonds – und Befürchtungen hinsichtlich Antitrustrechtsstreitigkeiten operierte US Steel vorsichtig. Seine Wettbewerber, insbesondere die Bethlehem Steel Company, geführt von dem ehemaligen Präsidenten von US Steel, Charles M. Schwab, nutzten Innovationen früher. Bis 1911 verringerte sich der Marktanteil von US Steel auf dem wachsenden Markt auf 50 %.

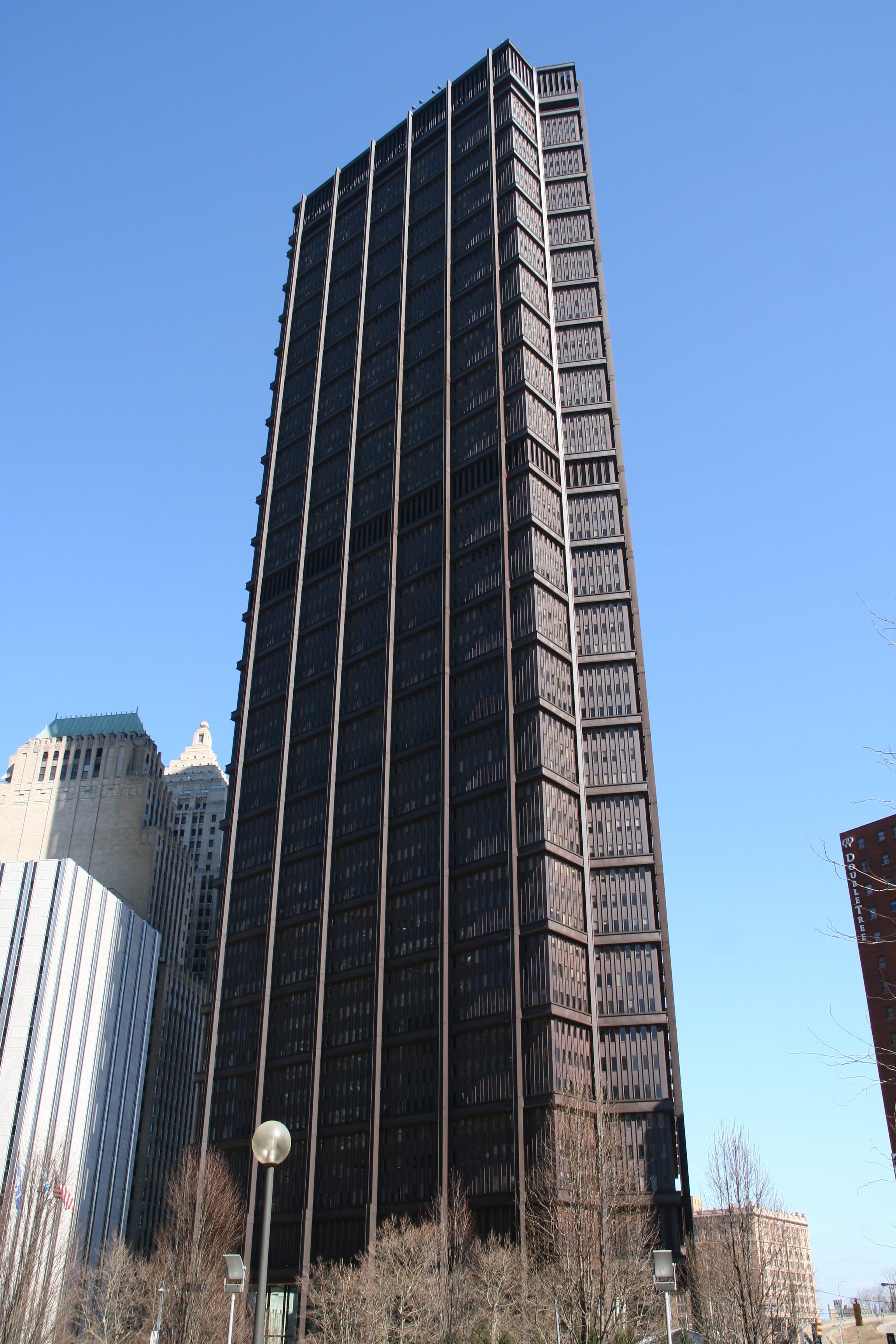
U.S. Steel Tower in Pittsburgh

Während des Zweiten Weltkrieges erreichte das Unternehmen 1943 seine maximale Beschäftigung von mehr als 340.000 Mitarbeitern. Auf seinem Höhepunkt erreichte US Steel 1953 einen Ausstoß von 35 Mio. Tonnen pro Jahr.
Auch bei anderen Gelegenheiten intervenierte die US-Bundesregierung: Präsident Harry S. Truman versuchte eine Übernahme des Stahlgiganten 1951, um eine Krise mit der Gewerkschaft United Steelworkers of America zu lösen. Aber der Supreme Court verhinderte die Übernahme, indem er entschied, der Präsident habe nicht das verfassungsmäßige Recht, das Unternehmen zu beschlagnahmen. 1956 wurde die Pressed Steel Car Company übernommen.
Präsident John F. Kennedy war 1962 sehr viel erfolgreicher, als er die Stahlindustrie zwang, eine Preiserhöhung zurückzunehmen, die er als inflationär betrachtete.
1981 erzielte US Steel mit dem Verkauf seiner Kohle-Interessen US$ 536,9 Mio. Im nächsten Jahr übernahm es Marathon Oil und einige Jahre später Texas Oil & Gas im Rahmen seiner Diversifikationsstrategie. Gegen Ende des 20. Jahrhunderts erkannte das Unternehmen, dass es den überwiegenden Teil seines Umsatzes und Ertrags mit seinen Energiegeschäften machte, deshalb trennte es sich von Marathon und den meisten seiner Nichtstahlaktivitäten mit Ausnahme von Transtar. Im Jahr 2000 beschäftigte der Konzern gerade einmal 52.500 Mitarbeiter.
Die US-Bundesregierung verhinderte 1984 die Übernahme des Konkurrenten National Steel und politischer Druck aus dem US-Kongress zwang US Steel zur Aufgabe von Plänen, Brammen von British Steel zu importieren. Als National Steel 2003 bankrottging, übernahm US Steel die Anlagen.
Am 18. Dezember 2023 wurde bekannt gegeben, dass der japanische Stahlerzeuger Nippon Steel das Unternehmen für 14,9 Milliarden US-Dollar übernehmen will. Donald Trump will dies verhindern. Damaliger US-Präsident Joe Biden entschied am 3. Januar 2025, aus Sorge um die nationale Sicherheit, die Übernahme nicht zu genehmigen. Gegen diese Entscheidung haben beide Unternehmen im Vorfeld rechtliche Schritte angekündigt.
Am 18. Juni 2025 schließlich schloss Nippon Steel den Deal über den Erwerb von US Steel für die Ende 2023 vorgeschlagene Summe von 14,9 Milliarden US-Dollar, ca. 55 Dollar pro Aktie, ab. Die Unternehmen gaben auch Einzelheiten einer mit der Regierung getroffenen Vereinbarung zur nationalen Sicherheit bekannt. Gemäß dieser Vereinbarung erhält US-Präsident Donald Trump die Befugnis, ein Vorstandsmitglied zu ernennen, auch wird der US-Regierung eine nicht-wirtschaftliche sognenannte goldene Aktie gewährt.
Die United Steelworkers Union äußert Bedenken einerseits bezüglich der Akquisition und andererseits auch gegenüber des "beunruigenden Ausmaßes an persönlicher Macht", das der US-Regierung durch die goldene Aktie über das Unternehmen gewährt wurde. Dies umfasst beispielsweise Vetorechte zu zukünftigen Fusionen, Namensänderungen, die Verlegung des Hauptsitzes aus Pittsburgh und Verlagerungen von Arbeitsplätzen ins Ausland. Teil des Vertrages ist unter anderem auch eine der US-Wirtschaft zugute kommende 11 Milliarden US-Dollar schwere Investition in US Steel seitens des japanischen Stahlerzeugers.

## Gewerkschaftspolitik
US Steel verfolgte die Beschäftigungspolitik von Andrew Carnegie, nach der hohe Löhne gegen einen geringen Einfluss der Gewerkschaften gezahlt wurden. Die Amalgamated Association of Iron, Steel and Tin Workers Union, die die Arbeiterschaft aus dem Betrieb in Homestead (Pennsylvania), organisierte, löste sich nach einem gewaltsamen Streik 1892 selbst auf. Bereits im Jahr seiner Gründung 1901 erlebte US Steel einen weiteren Streik. US Steel errichtete 1906 das größte integrierte Stahlwerk der nördlichen Hemisphäre in Gary (Indiana). Während des Ersten Weltkrieges geriet US Steel in eine Sackgasse, als es unter dem Druck der Regierung Wilson seinen Widerstand gegen Gewerkschaften aufgab und einigen in bestimmten Betrieben die Tätigkeit ermöglichte. Aber es kehrte zu seiner alten Politik nach Ende des Ersten Weltkriegs zurück und bekämpfte die Bemühungen zur gewerkschaftlichen Organisation von William Z. Foster vom AFL, dem späteren Leiter der Kommunistischen Partei der USA, im „Lande der Freien und im Heim der Tapferen“.
Während der 1920er Jahre praktizierte US Steel wie viele andere große Arbeitgeber in den USA eine paternalistische Beschäftigungspolitik mit Beschäftigtenrepräsentationsplänen (ERP), die als Unternehmensgewerkschaften vom Management finanziert wurden. Ironischerweise führten diese ERPs zu einem wichtigen Faktor, der zur Organisation der Gewerkschaft United Steelworkers führte. Der Konzern gab seinen harten Antigewerkschaftskurs 1937 auf, als Myron Taylor als Präsident von US Steel der Einrichtung des Steel Workers Organisationskomitees zustimmte, das durch John L. Lewis vom CIO geführt wurde. Taylor war ein Außenseiter, der während der Großen Depression zur Rettung von US Steel begann und keinerlei Verständnis für die lange Geschichte der Ablehnung von Gewerkschaften durch das Unternehmen aufbrachte. Der Aufstand der United Automobile Workers bei ihrem Sitzstreik in Flint (Michigan) überzeugte Taylor, dass er mit Lewis auf geschäftsmäßige Weise durch Tarifverträge mehr Stabilität für das Unternehmen erzeugen könne.
Die Stahlarbeiter hatten zwar weiterhin gespannte Beziehungen zu US Steel, aber weit weniger als andere Gewerkschafter mit anderen Arbeitgebern in anderen Industriezweigen der USA. 1946 und 1959 wurden zwar auch bei US Steel längere Streiks begonnen, aber es waren Streiks über Löhne und Bezahlung, jedoch nicht um das fundamentale Recht auf Anerkennung der Gewerkschaft, das zu den gewaltsamen Streiks anderswo führte. Der 116-Tage-Streik 1959 hatte einen Langzeiteffekt auf die Beziehungen zwischen Gewerkschaft und Management bei US Steel, als 90 % der gesamten US Steel-Produktion lahmgelegt wurden. Dieser Streik öffnete die Tür für Stahlimporte, die vorher ein zu vernachlässigender Faktor waren. Der lange Abstieg der Stahlindustrie der USA hatte begonnen. Die Stahlarbeitergewerkschaft versuchte das Problem des Wettbewerbs mit ausländischen Importen durch ein sogenanntes Experimentelles Verhandlungsabkommen (ENA) 1974 abzuwenden. Es sah eine Schlichtung für den Fall vor, dass kein Ergebnis am Verhandlungstisch erzielt werden konnte, beließ aber der Gewerkschaft weiterhin ihre Fähigkeit zum Streik.
1984 beendeten US Steel und andere Arbeitgeber ENA. 1986 sperrte US Steel Tausende seiner Beschäftigten aus, als es eine Reihe von Betrieben wegen eines Rückgangs der Aufträge infolge befürchteter Streiks schloss. Außerdem forderten US Steel und andere Stahlproduzenten massiven Lohnverzicht von ihren Beschäftigten zu Beginn der 1980er Jahre, lag doch der Lohnkostenanteil in den USA bei 35 %, während er zum gleichen Zeitpunkt in Deutschland bei 25 % lag.

## Internationale Konkurrenz
Außerdem verlangte die US-Stahlindustrie von der US-Regierung Maßnahmen gegen das, was sie als Dumping ausländischer Hersteller bezeichneten. US Steel reichte zusammen mit anderen führenden US-Stahlproduzenten eine Klage gegen elf Stahllieferländer ein. Diese wurde verbunden mit der Aufforderung, zu einem „fairen Marktwert“ zurückzukehren, der allerdings in den USA ca. US$ 100 pro Tonne höher als in Japan und ca. US$ 125 bis 150 pro Tonne als in Deutschland lag. Denn die japanischen und europäischen Stahlunternehmen, insbesondere die privatwirtschaftlichen in Deutschland hatten bis in die Krise hinein in die Modernisierung ihrer Anlagen investiert und mit öffentlichen Subventionen Altanlagen stillgelegt, während die US-Stahlindustrie von der Substanz lebte. So besaß das kostengünstige Stranggussverfahren in den USA zu jenem Zeitpunkt erst einen Produktionsanteil von 20 %, während es in der EG bereits über einen Anteil von 39,16 % verfügte. In Italien wurden fast 50 %, in Westdeutschland 46 %, in Frankreich 41 % des Stahls nach diesem Verfahren produziert. Selbst Großbritannien und Belgien lagen mit 27 % bzw. 26 % vor den US-Konkurrenten, die sich lange Zeit auf ihre kostengünstige Lage an den großen nordamerikanischen Seen verließen.
Zwar konnten die US-Erzeuger trotz rückläufiger Rohstahlproduktion 1981 zeitweilig eine Gewinnsteigerung von 1051 % gegenüber dem Vorjahreszeitraum verbuchen, aber weder der Lohnverzicht der Beschäftigten zu Beginn der 1980er Jahre noch der Handelskrieg der USA mit seinen europäischen und asiatischen Handelspartnern ließen die US-Stahlindustrie ihre alte Stärke und ihr altes Prestige zurückgewinnen.

## Symbole
Der U.S. Steel Tower in Pittsburgh, Pennsylvania wurde nach dem Unternehmen benannt, und Büros des Konzerns beanspruchen einen bedeutenden Teil des Gebäudes. Das US Steel Building, als Wolkenkratzer an der One Liberty Plaza in New York City 1973 errichtet, wurde ebenfalls nach dem Unternehmen benannt. Das Berufsfootball-Team Pittsburgh Steelers entlehnt Elemente seines Logos, einen Ring, der drei Hypozykloide trägt, bei US Steel.